# Irina Kuhnt
Irina Kuhnt, född den 18 januari 1968 i Bad Harzburg, Tyskland, är en tysk landhockeyspelare.
Hon tog OS-silver i damernas landhockeyturnering i samband med de olympiska landhockeytävlingarna 1992 i Barcelona.